# HLA-B45

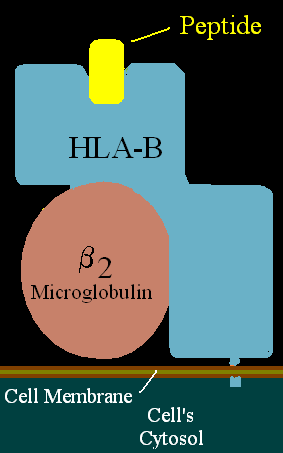

HLA-B45 هو نمط مصلي من مستضد الكريات البيضاء البشرية-ب.
B45 هو مستضد منقسم للمستضد العريض B12، وهو نوع شقيق لـ B44. نواتج جينات 45 وليس 44.